# 小行星23776
小行星23776（23776 Gosset）是一颗绕太阳运转的小行星，为主小行星带小行星。该小行星于1998年8月17日发现。

## 轨道参数
小行星23776的轨道半长轴为2.6611573 UA，离心率为0.051。